# Hradysk
Hradysk (ukr. Градиськ, Hradyśk) – wieś na Ukrainie, w obwodzie wołyńskim, w rejonie kamieńskim.
Dawniej miejscowość występowała też pod nazwą Nowa Rudnia.
Do 2020 w rejonie maniewickim.